# 21 Gramm (Album)
21 Gramm ist das erste Studioalbum des deutschen Rappers SDiddy. Das Album wurde am 11. Januar 2008 über Eko Freshs Label German Dream veröffentlicht und enthält unter anderem Gastbeiträge von Eko Fresh selbst und Capkekz, welcher auch zwei Lieder produziert hat.

## Entstehung
Nachdem SDiddy von Optik Records zu German Dream wechselte, gab es zunächst noch keine konkreten Pläne über ein Album. Dies änderte sich, als SDiddy nach einem Arbeitsunfall im Jahr 2007 (er stürzte sieben Meter in die Tiefe und brach sich Knie und Becken) mit den Aufnahmen für sein Album, motiviert von seinem Unfall und dem Wunsch, sein Leben zu verändern, begann.
Es versammelt sowohl Lieder, die noch vom Beginn seiner Karriere 1998 stammen, als auch aktuelle Lieder. Ein Großteil der Lieder wurde von Prodycem, Hakan Abi und Capkekz produziert. Vertreten ist aber auch je ein Beat von den Stieber Twins, Ground Zero und Kingsize. Als Features sind Hakan Abi, G-Style, Capkekz und Eko Fresh auf dem Album vertreten.
Als Vorbote des Albums veröffentlichte S-Diddy zu Weihnachten 2007 ein Musikvideo zu Wenn er geht. Das Album erschien am 11. Januar 2008 über German Dream und stellt die erste reguläre Veröffentlichung des Independent-Labels um Eko Fresh dar.

## Titelliste
| #   | Titel                                   | Produzent(en)       | Länge |
| --- | --------------------------------------- | ------------------- | ----- |
| 1.  | 2 Crazy                                 | Prodycem, Hakan Abi | 4:54  |
| 2.  | Hook                                    | Stieber Twins       | 5:06  |
| 3.  | Hoffnungslos                            | Prodycem, SDiddy    | 5:04  |
| 4.  | Gib mir mehr                            | Prodycem            | 3:45  |
| 5.  | Kölsch Bloot (feat. Capkekz)            | Capkekz             | 5:49  |
| 6.  | Aus und fertig                          | Capkekz             | 4:33  |
| 7.  | Grembranx Click (feat. G-Style)         | Prodycem            | 3:45  |
| 8.  | Schuld                                  | Prodycem, Hakan Abi | 4:39  |
| 9.  | Auf Nase (Skit)                         | –                   | 0:33  |
| 10. | Palim Palim                             | Prodycem, Hakan Abi | 3:34  |
| 11. | Der Don                                 | Prodycem            | 4:19  |
| 12. | Wow                                     | Prodycem, SDiddy    | 4:24  |
| 13. | Asi Peter (Skit)                        | –                   | 0:18  |
| 14. | Totentanz (feat. Eko Fresh & Hakan Abi) | Prodycem, Hakan Abi | 5:04  |
| 15. | Promiwelt                               | Kingsize            | 3:39  |
| 16. | Wenn er geht                            | Ground Zero         | 4:50  |
| 17. | Assel (Skit)                            | –                   | 0:38  |
| 18. | To da Branx                             | Prodycem            | 3:57  |

## Musikstil
Das Album zeichnet sich durch die Produktion von German Dreams Nachwuchsproduzenten Prodycem aus. Auf Grund der Tatsache, dass viele Lieder schon älter waren, machte das Album einen leicht wirren Eindruck. S.Diddy verwendete einen eigenwilligen Rapstil, der immer wieder mit dem US-amerikanischen Rapper Eminem verglichen wurde. Er verwendet auf diesem Album seinen charakteristischen etwas wirren Flow, der dadurch entsteht, dass er viele Lieder erst freestyle rappt. Obwohl er laut eigenen Angaben bei diesem Album auf Drogen verzichtet habe, finden sich einige Lieder, die von exzessivem Drogenkonsum handeln. Andere Texte handeln von seiner Abneigung gegen deutsche Prominente. Das Album enthält auch einige ernste Passagen, die aus der Verarbeitung seines Arbeitsunfalls resultieren. So handelt das Lied Wenn er geht von Suizidgedanken, einem damals im deutschen Rap eher stiefmütterlich behandelten Thema.

## Kritik
| Rezensionen | Rezensionen |
| ----------- | ----------- |
| Kritiken    |             |
| Quelle      | Bewertung   |
| HipHop.bz   | 8,5 von 10  |
| Rappers.in  | 5.5 von 6   |

21 Gramm wurde von Kritikern überwiegend positiv aufgenommen, Jasha P. von HipHop.bz schrieb: „SD bewegt sich hart an der Grenze zwischen Genie und Wahnsinn, was gefällt und ihn ausmacht. Aber auch ruhige/nachdenkliche Titel wie Hoffnungslos können überzeugen und passen hervorragend ins Gesamtbild ohne aufgesetzt zu wirken, was nicht zuletzt durch die hervorragend produzierten Beats unterstützt wird. Totalausfälle oder ähnliches konnte ich auf dem Tonträger nicht ausmachen.“
Das Review von Tiziana (rap.de) fiel ebenfalls positiv aus. Sie lobte unter anderem die „Liebe zum Detail und zur Sprache und die Abneigung statischer und variationsfreier Rappatterns“. Kritisiert wurden überflüssige Features sowie die Beatauswahl einzelner Lieder. „21 Gramm ist für mich ein erstaunliches Erstlingswerk eines Künstlers, der damit die Messlatte an Style und Innovation im Deutschrap wieder ein Stückchen höher gesetzt hat. Wenn Diddy nicht ‚Untergeht wie Knochen im Pyranjabecken‘ und im Drogensumpf versinken sollte, wird er skillsmäßig bald in der deutschen Rapoberliga mitspielen, ganz bestimmt.“
Auf Rappers.in wurden vor allem die Skits kritisiert sowie die Länge der Songs. Ansonsten wurde das Album auch positiv bewertet: „SDiddy liefert mit ‚21 Gramm‘ ein mehr als hörbares Album ab und zeigt erneut, dass er zurecht von Leuten wie Savas unterstützt wurde. Die Stärken des Tapes gleichen die weitaus kleineren Schwächen locker aus“.
Im Nachhinein wurde das Album von Rap.de aber als „durchwachsen“ bezeichnet, da es über eine nach der Meinung des Reviewers über mangelnde Strukturen verfügte und über die gesamte Albumlaufzeit zu chaotisch sei.